# Mondonhedo
Mondonhedo (em galego e castelhano Mondoñedo; em galego reintegrado Mondonhedo) é um município da Espanha na comarca da Marinha Central, província de Lugo, comunidade autônoma da Galiza. Tem 144 km² de área e em 2021 tinha 3 480 habitantes (densidade: 24,2 hab./km²). O seu gentílico é mindoniense.

## Geografia
O município de Mondonhedo localiza-se na metade norte da província de Lugo. Faz fronteira ao norte com os municípios de Alfoz e Foz, ao sul com A Pastoriza e Riotorto, ao leste com Lourenzá e ao oeste com Abadín. A população de Mondoñedo distribui-se pelas 15 freguesias que formam o município.
É a capital da comarca da Marinha Central e a terceira cidade em população, depois de Foz e Burela.

## História
A história de Mondonhedo começa na Idade do Bronze, época da qual se conservam alguns dólmens e petróglifos, como a Pena do Unto, localizado no Couto da Recadieira.
Mondonhedo possui uma importante cultura castreja. Alguns exemplos são os castros de Viloalle e Zoñán.
Em Mondonhedo também são conservados rastros de calçadas romanas. Outro fato importante foi a origem das dioceses criadas no século V, quando um grupo de britanos chegaram na cidade.
O auge de Mondonhedo começa em 1117, quando é instalada na cidade a sede da diocese. Em 1156, o rei Afonso VII eleva Mondonhedo, na época município, para categoria de cidade. Em 1230, começa a construção da Catedral de Mondonhedo.
Por volta de 1320 é construída uma muralha para cercar a cidade, que com seus 850m de perímetro evitava a entrada de pestes e protegia as riquezas da cidade. Mas com o passar do tempo a cidade começa a crescer fora da muralha, entretanto esse crescimento foi esfriando no começo do século XV.

## Demografia
| Variação demográfica do município entre 1991 e 2004 | Variação demográfica do município entre 1991 e 2004 | Variação demográfica do município entre 1991 e 2004 | Variação demográfica do município entre 1991 e 2004 | Variação demográfica do município entre 1991 e 2004 |
| --------------------------------------------------- | --------------------------------------------------- | --------------------------------------------------- | --------------------------------------------------- | --------------------------------------------------- |
| 1991                                                | 1996                                                | 2001                                                | 2004                                                | 2009                                                |
| 5843                                                | 5398                                                | 5007                                                | 4904                                                | 4508                                                |

## Filhos ilustres
- Álvaro Cunqueiro
- Antonio Noriega Varela
- Manuel Leiras Pulpeiro
- Pascual Veiga